# Junioren-Badmintonasienmeisterschaft 2013
Die Junioren-Badmintonasienmeisterschaft 2013 fand vom 7. bis zum 14. Juli 2013 in Kota Kinabalu in Malaysia statt. An den ersten vier Tagen wurde der Teamwettbewerb ausgetragen, ab dem 10. Juli die Einzelwettbewerbe.

## Medaillengewinner
| Disziplin    | Gold | Silber | Bronze |
| ------------ | --- | --- | --- |
| Herreneinzel | Soo Teck Zhi | Jeon Hyeok-jin | Sitthikom Thammasin |
| Herreneinzel | Soo Teck Zhi | Jeon Hyeok-jin | Wang Tzu-wei |
| Dameneinzel  | Aya Ohori | Busanan Ongbumrungpan | He Bingjiao |
| Dameneinzel  | Aya Ohori | Busanan Ongbumrungpan | Qin Jinjing |
| Herrendoppel | Li Junhui Liu Yuchen | Huang Kaixiang Zheng Siwei | Arya Maulana Aldiartama Kevin Sanjaya Sukamuljo |
| Herrendoppel | Li Junhui Liu Yuchen | Huang Kaixiang Zheng Siwei | Tao Jianqi Zhao Jian |
| Damendoppel  | Huang Dongping Jia Yifan | Chen Qingchen He Jiaxin | Lam Narissapat Puttita Supajirakul |
| Damendoppel  | Huang Dongping Jia Yifan | Chen Qingchen He Jiaxin | Chae Yoo-jung Kim Ji-won |
| Mixed        | Choi Sol-gyu Chae Yoo-jung | Liu Yuchen Huang Dongping | Huang Kaixiang Chen Qingchen |
| Mixed        | Choi Sol-gyu Chae Yoo-jung | Liu Yuchen Huang Dongping | Kim Jung-ho Kim Ji-won |
| Teams        | Volksrepublik China Huang Kaixiang Li Junhui Lin Guipu Liu Yuchen Shi Yuqi Tao Jianqi Zhao Junpeng Zheng Siwei Chen Qingchen Chen Yufei He Bingjiao He Jiaxin Huang Dongping Jia Yifan Qin Jinjing Zhu Maici | Südkorea Choi Sol-gyu Heo Kwang-hee Jeon Hyeok-jin Kim Jae-hwan Kim Jung-ho Lee Jun-su Park Se-woong Seo Seung-jae Chae Yoo-jung Jun Joo-i Kim Hyo-min Kim Ji-won Kim Na-young Lee Boon Lee Min-ji Lee Sun-min | Indonesien Arya Maulana Aldiartama Fajar Alfian Fikri Ihsandi Hadmadi Ihsan Maulana Mustofa Rafiddias Akhdan Nugroho Muhammad Bayu Pangisthu Kevin Sanjaya Sukamuljo Rian Swastedian Fitriani Ruselli Hartawan Uswatun Khasanah Masita Mahmudin Setyana Mapasa Rosyita Eka Putri Sari Hana Ramadhini Della Augustia Surya |
| Teams        | Volksrepublik China Huang Kaixiang Li Junhui Lin Guipu Liu Yuchen Shi Yuqi Tao Jianqi Zhao Junpeng Zheng Siwei Chen Qingchen Chen Yufei He Bingjiao He Jiaxin Huang Dongping Jia Yifan Qin Jinjing Zhu Maici | Südkorea Choi Sol-gyu Heo Kwang-hee Jeon Hyeok-jin Kim Jae-hwan Kim Jung-ho Lee Jun-su Park Se-woong Seo Seung-jae Chae Yoo-jung Jun Joo-i Kim Hyo-min Kim Ji-won Kim Na-young Lee Boon Lee Min-ji Lee Sun-min | Japan Takuro Hoki Yu Igarashi Takuto Inoue Yugo Kobayashi Kohei Matsumoto Yusuke Onodera Hashiru Shimono Arisa Higashino Chisato Hoshi Aoi Matsuda Mayu Matsumoto Wakana Nagahara Aya Ohori Ayako Sakuramoto Akane Yamaguchi                                                                                              |

## Teams

### Gruppe A
| Platz | Team         | Pld | W | L | MF | MA | MD  | GF | GA | GD  | PF  | PA  | PD   | Pts | Qualifikation |  | MAS | INA | SIN | KAZ |
| ----- | ------------ | --- | - | - | -- | -- | --- | -- | -- | --- | --- | --- | ---- | --- | ------------- |  | --- | --- | --- | --- |
| 1     | Malaysia (H) | 3   | 3 | 0 | 12 | 3  | +9  | 25 | 9  | +16 | 641 | 499 | +142 | 3   | Q             |  | —   | 3–2 | 4–1 | 5–0 |
| 2     | Indonesien   | 3   | 2 | 1 | 12 | 3  | +9  | 27 | 7  | +20 | 682 | 435 | +247 | 2   | Q             |  |     | —   | 5–0 | 5–0 |
| 3     | Singapur     | 3   | 1 | 2 | 6  | 9  | −3  | 13 | 19 | −6  | 548 | 536 | +12  | 1   |               |  |     |     | —   | 5–0 |
| 4     | Kasachstan   | 3   | 0 | 3 | 0  | 15 | −15 | 0  | 30 | −30 | 229 | 630 | −401 | 0   |               |  |     |     | —   |     |

### Gruppe B
| Platz | Team                | Pld | W | L | MF | MA | MD  | GF | GA | GD  | PF  | PA  | PD   | Pts | Qualifikation |  | CHN | TPE | VIE | NEP |
| ----- | ------------------- | --- | - | - | -- | -- | --- | -- | -- | --- | --- | --- | ---- | --- | ------------- |  | --- | --- | --- | --- |
| 1     | Volksrepublik China | 3   | 3 | 0 | 13 | 2  | +11 | 27 | 5  | +22 | 636 | 376 | +260 | 3   | Q             |  | —   | 3–2 | 5–0 | 5–0 |
| 2     | Chinesisch Taipeh   | 3   | 2 | 1 | 12 | 3  | +9  | 25 | 9  | +16 | 648 | 459 | +189 | 2   | Q             |  |     | —   | 5–0 | 5–0 |
| 3     | Vietnam             | 3   | 1 | 2 | 5  | 10 | −5  | 12 | 21 | −9  | 515 | 566 | −51  | 1   |               |  |     |     | —   | 5–0 |
| 4     | Nepal               | 3   | 0 | 3 | 0  | 15 | −15 | 1  | 30 | −29 | 251 | 649 | −398 | 0   |               |  |     |     | —   |     |

### Gruppe C
| Platz | Team       | Pld | W | L | MF | MA | MD  | GF | GA | GD  | PF  | PA  | PD   | Pts | Qualifikation |  | THA | JPN | IND | UZB |
| ----- | ---------- | --- | - | - | -- | -- | --- | -- | -- | --- | --- | --- | ---- | --- | ------------- |  | --- | --- | --- | --- |
| 1     | Thailand   | 3   | 3 | 0 | 15 | 0  | +15 | 30 | 3  | +27 | 686 | 399 | +287 | 3   | Q             |  | —   | 5–0 | 5–0 | 5–0 |
| 2     | Japan      | 3   | 2 | 1 | 10 | 5  | +5  | 23 | 10 | +13 | 645 | 495 | +150 | 2   | Q             |  |     | —   | 5–0 | 5–0 |
| 3     | Indien     | 3   | 1 | 2 | 5  | 10 | −5  | 10 | 20 | −10 | 495 | 545 | −50  | 1   |               |  |     |     | —   | 5–0 |
| 4     | Usbekistan | 3   | 0 | 3 | 0  | 15 | −15 | 0  | 30 | −30 | 243 | 630 | −387 | 0   |               |  |     |     | —   |     |

### Gruppe D
| Platz | Team      | Pld | W | L | MF | MA | MD  | GF | GA | GD  | PF  | PA  | PD   | Pts | Qualifikation |  | KOR | HKG | SRI | MAC |
| ----- | --------- | --- | - | - | -- | -- | --- | -- | -- | --- | --- | --- | ---- | --- | ------------- |  | --- | --- | --- | --- |
| 1     | Südkorea  | 3   | 3 | 0 | 15 | 0  | +15 | 30 | 2  | +28 | 660 | 327 | +333 | 3   | Q             |  | —   | 5–0 | 5–0 | 5–0 |
| 2     | Hongkong  | 3   | 2 | 1 | 10 | 5  | +5  | 22 | 10 | +12 | 588 | 481 | +107 | 2   | Q             |  |     | —   | 5–0 | 5–0 |
| 3     | Sri Lanka | 3   | 1 | 2 | 4  | 11 | −7  | 9  | 22 | −13 | 458 | 583 | −125 | 1   |               |  |     |     | —   | 4–1 |
| 4     | Macau     | 3   | 0 | 3 | 1  | 14 | −13 | 2  | 29 | −27 | 326 | 641 | −315 | 0   |               |  |     |     | —   |     |